# 7e soirée des prix Jutra
La 7e soirée des prix Jutra, récompensant les films québécois sortis en 2004, a lieu le 20 février 2005 et est diffusée à la télévision de Radio-Canada en direct du Théâtre Maisonneuve à Montréal.

## Déroulement
Le gala est animé par Patrick Huard. La présentation de cette cérémonie est considérée par plusieurs comme un fiasco.

## Palmarès
Les lauréats sont indiqués ci-dessous en premier de chaque catégorie et en gras.

### Meilleur film
- Mémoires affectives
  - Les Aimants
  - Ma vie en cinémascope
  - Elles étaient cinq

### Meilleure réalisation
- Francis Leclerc pour Mémoires affectives
  - Denise Filiatrault pour Ma vie en cinémascope
  - Pierre Houle pour Monica la mitraille
  - Yves Pelletier pour Les Aimants

### Meilleur acteur
- Roy Dupuis pour Mémoires affectives
  - Michel Côté pour Le Dernier Tunnel
  - Guy Jodoin pour Dans une galaxie près de chez vous
  - David Lahaye pour Nouvelle-France

### Meilleure actrice
- Pascale Bussières pour Ma vie en cinémascope
  - Isabelle Blais pour Les Aimants
  - Céline Bonnier pour Monica la mitraille
  - Jacinthe Laguë pour Elles étaient cinq

### Meilleur acteur de soutien
- Jean Lapointe pour Le Dernier Tunnel
  - Emmanuel Bilodeau pour Les Aimants
  - Stéphane Crête pour Dans une galaxie près de chez vous
  - Serge Postigo pour Ma vie en cinémascope

### Meilleure actrice de soutien
- Sylvie Moreau pour Les Aimants
- Brigitte Lafleur pour Elles étaient cinq
  - Céline Bonnier pour Le Dernier Tunnel
  - Marie-France Marcotte pour Le Dernier Tunnel

### Meilleur scénario
- Yves Pelletier pour Les Aimants
  - Marcel Beaulieu et Francis Leclerc pour Mémoires affectives
  - Pierre-Yves Bernard et Claude Legault pour Dans une galaxie près de chez vous
  - Chantal Cadieux et Ghyslaine Côté pour Elles étaient cinq

### Meilleure direction artistique
- Normand Sarrazin pour Ma vie en cinémascope
  - Jean Babin pour Dans une galaxie près de chez vous
  - Michel Proulx pour Monica la mitraille
  - Jean-Baptiste Tard pour Nouvelle-France

### Meilleurs costumes
- François Barbeau pour Nouvelle-France
  - Mario Davignon pour Head in the Clouds
  - Michèle Hamel pour Monica la mitraille
  - Denis Sperdouklis pour Ma vie en cinémascope

### Meilleur maquillage
- Marie-Angèle Breitner-Protat pour Ma vie en cinémascope
  - Claudette Beaudoin-Casavant pour Le Dernier Tunnel
  - Kathryn Casault pour Nouvelle-France
  - Odile Ferlatte pour Elles étaient cinq

### Meilleure coiffure
- Michelle Côté pour Ma vie en cinémascope
  - Réjean Goderre pour Head in the Clouds
  - Linda Gordon pour Camping sauvage
  - Denis Parent pour Monica la mitraille

### Meilleure direction de la photographie
- Pierre Mignot pour Le Papillon bleu
  - Serge Desrosiers pour Dans une galaxie près de chez vous
  - Alexis Durand-Brault pour Elles étaient cinq
  - Louis de Ernsted pour Nouvelle-France

### Meilleur montage
- Glenn Berman pour Mémoires affectives
  - Jean-François Bergeron pour Le Dernier Tunnel
  - Richard Comeau pour Elles étaient cinq
  - Hélène Girard pour Comment conquérir l'Amérique en une nuit

### Meilleur son
- Donald Cohen, Marie-Claude Gagné et Michel Descombes pour Ma vie en cinémascope
  - Dominique Chartrand, Christian Rivest, Gavin Fernandes et Pierre Paquet pour Le Dernier Tunnel
  - Claude Lahaye, Colin Miller et Adrian Rhodes pour Nouvelle-France
  - Serge Bouvier, Simon Brien, Martin Pinsonnault et Clovis Gouaillier pour La Peau blanche

### Meilleure musique
- Carl Bastien et Dumas pour Les Aimants
  - Michel Corriveau pour Le Dernier Tunnel
  - Michel Cusson pour Dans une galaxie près de chez vous
  - James Gelfand pour Jack Paradise (Les nuits de Montréal)

### Meilleur long métrage documentaire
- François Prévost et Hugo Latulippe pour Ce qu'il reste de nous
  - André-Line Beauparlant pour Le petit Jésus
  - Tahani Rached pour Soraida, une femme de Palestine
  - Carole Laganière pour Vues de l'est

### Meilleur court ou moyen métrage de fiction
- Émile Proulx-Cloutier pour Papa
  - Patrick Goyette pour J'te laisserai pas tomber
  - Guy Édoin pour Le Pont
  - Simon Lavoie pour Quelques éclats d'aube

### Meilleur court ou moyen métrage d'animation
- Christopher Hinton pour Nibbles
  - Michèle Cournoyer pour Accordéon
  - Jacques Drouin pour Empreintes/Imprints
  - Craig Welch pour Welcome to Kentucky

## Prix spéciaux

### Jutra-Hommage
- Michel Brault

### Film s'étant le plus illustré à l'extérieur du Québec
- Les Invasions barbares

### Billet d'or
- Camping sauvage

### Meilleur exploitant
- Cinéma Beaubien (Montréal)